# Julio Mannino
Julio Mannino (Toluca de Lerdo, 20 de septiembre de 1969) es un actor mexicano.

## Biografía y carrera
Sus padres se llaman Giulio Mannino Bruno que es de origen italiano y Alicia Pichardo Martínez que  es mexicana, tiene dos hermanos Angelo y Filipina, su estado civil es soltero, su actor favorito es John Malkovich y su actriz predilecta Michelle Pfeiffer, sus películas preferidas son Luna Amarga y El Amante, entre sus cantantes elegidos están Rosana, Víctor Manuel, Ana Belén, Pablo Milanés y Juan Gabriel, la comida de su preferencia es la mexicana y la italiana.
Comenzó su carrera de actor en obras de teatro en 1994 con la obra A Belén Pastores, pero su inicio en la televisión se dio con su participación en la telenovela Acapulco, Cuerpo y Alma en 1995, Julio Mannino se fue abriendo camino e hizo distintos papeles en varios melodramas de éxito como fueron María la del Barrio, Mi querida Isabel donde interpretó a ‘Jorge’, Luz Clarita en 1996, Salud, Dinero y Amor en el 97, Sin ti donde dio vida a ‘Beto’, Camila al lado de Eduardo Capetillo y Bibi Gaytán, donde comenzó a realizar papeles más importantes en esta telenovela interpreta a ‘Nacho’, un joven ambicioso que quiere conseguir sus objetivos sin importarle nada y de la manera más fácil, en Por un beso en 2000 hizo a ‘Neto’ y fue escalando peldaños para conseguir papeles importantes, después realizó ¡Amigos x siempre!, igualmente en 2000 donde ya tenía un papel principal que era ‘Marco’.
Después de hacer melodramas año con año se aleja de la televisión para hacer teatro, participa en dos obras en 2001, tituladas Secuestrado y Cada quien con su vida. Julio regresa a la pantalla chica después de su debut en teatro a realizar series en el famoso programa de Silvia Pinal Mujer, casos de la vida real, seguido de esto decide volver a su especialidad las telenovelas ahora con un protagónico en Niña amada mia donde interpretó a ‘Pablo’.
Asistió como actor invitado a participar dentro del programa Fear Factor VIP, donde se retaba a los artistas a hacer cosas que probaban su valentía, posteriormente retorna a los melodramas. Regresa a su especialidad en Apuesta por un amor en 2004, donde también participó el galán, Juan Soler, Julio hace el papel de ‘Leandro Pedraza’, seguido de esto deja las telenovelas por unos años, pero no la televisión pues regresa a la serie Mujer, casos de la vida real ahora participando en varios capítulos entre los cuales estaban Añoranza, El Clavo, Fuga en Cobardía mayor, Mosca muerta y Salud lejana.
En 2006 participa en la comedia y melodrama La fea más bella, donde interpreta a ‘Saimon Contreras’, que está enamorado del papel que Niurka hace.
Poco después viajó a los ángeles California donde Protagonizó 3 temporadas de la serie EL SHAKA para la televisor a americana liberan brokcast. (estrella tv)

## Filmografía

### Reality shows
- Mi sueño es bailar (2012) - Concursante

### Telenovela
- Amor amargo (2024-2025) - Carlos Torrijos
- Tu vida es mi vida (2024) - Rigoberto
- Amor dividido (2022) - Benicio Quintana
- Esta historia me suena (2019-2023) - Varios episodios
- Sueño de amor (2016) - Mario Kuri
- Que te perdone Dios (2015) - Benito
- Cuando me enamoro (2010-2011) - Saúl Guardiola
- La fea más bella (2006) - Simón "Simon" Joseph Contreras
- Apuesta por un amor (2004) - Leandro Pedraza
- Niña amada mía (2003) - Pablo Guzmán
- Por un beso (2000-2001) - Neto
- ¡Amigos x siempre! (2000) - Marco
- Cuento de Navidad (1999-2000)
- El niño que vino del mar (1999) - Dr. Juan Manuel Ríos
- Rencor apasionado (1998) - Efraín
- Camila (1998) - Nacho Juárez
- Sin ti (1997-1998)
- Salud, dinero y amor (1997)
- Mi querida Isabel (1996)
- Para toda la vida (1996)
- Luz Clarita (1996)
- María la del barrio (1995)
- Acapulco, cuerpo y alma (1995)
- Volver a Empezar (1994)
- Dos mujeres un camino (1993)

## Premios y nominaciones

### Premios TVyNovelas
| Año  | Categoría                  | Telenovela     | Resultado |
| ---- | -------------------------- | -------------- | --------- |
| 2003 | Mejor revelación masculina | Niña amada mía | Nominado  |

- Datos: Q3543679